# زلاتکو بونف
زلاتکو بونف (بلغاری: Златко Ивайлов Бонев؛ زادهٔ ۹ ژوئن ۱۹۹۴) بازیکن فوتبال اهل بلغارستان است.
از باشگاه‌هایی که در آن بازی کرده است می‌توان به باشگاه فوتبال لودوگورتس رازگراد اشاره کرد.